# Маріо Гонсалес Гутьєррес
Маріо Гонсалес (ісп. Mario González, 25 лютого 1996, Вільяркайо-де-Мериндад-де-Кастилья-ла-В'єха) — іспанський футболіст, нападник клубу «Лех» (Познань).

## Клубна кар'єра

### Вільярреал
Уродженець містечка Вільяркайо-де-Мериндад-де-Кастилья-ла-В'єха провінції Бургос Маріо є вихованцем футбольної системи «Вільярреаля». 30 серпня 2014 року він дебютував у складі «Вільярреал C» проти клубу «Кастельйон» у четвертому дивізіоні Іспанії.
5 жовтня 2014 року Гонсалес забив свій перший гол в домашній грі. 14 грудня 2014 року нападник відзначився дублем проти клубу «Оріуела», ще два дублі він додав у наступних матчах сезону 2015–16, 28 листопада 2015 року записав до свого активу хет-трик у розгромній перемозі 6–1 над клубом «Асеро».
17 серпня 2016 року Гонсалес дебютував в основі «Вільярреала» вийшовши на поле замінивши Рафаеля Борре в програному домашнему матчі 1–2 «Монако» в плей-оф раунді Ліга чемпіонів УЄФА. Через три дні дебютував у Ла-Лізі, замінивши цього разу Алешандре Пату в матчі проти «Гранади», гра завершилась внічию 1–1.
У липні 2019 року Гонсалес на правах оренди перейшов до французького клубу «Клермон». Через рік він повернуввся до «Вільярреала».
Влітку 2020 року на правах оренди Маріо перейшов до португальського клубу «Тондела». У складі «Тондели» за підсумками сезону він показав четвертий результат у лізі за результативністю також в його активі хет-трик у матчі проти «Морейренсі» (3–2).

### Брага
1 липня 2021 року Гонсалес підписав чотирирічний контракт із «Брагою». 31 січня 2022 року іспанець повернувся на бітьківщину та уклав шестимісячну угоду про оренду з «Тенерифе», після чого також на правах оренди перейшов до бельгійського клубу «Ауд-Геверле Левен» до кінця сезону.

### Лос-Анджелес
22 липня 2023 року Маріо підписав контракт з командою Major League Soccer «Лос-Анджелес».
У січні 2024 року на правах оренди перейшов до кінця сезону до іспанського клубу «Спортінг» (Хіхон). 2 серпня того ж року до португальського клубу «Фамалікан».
Наразі, також на правх оренди, захищає кольори польської команди «Лех» (Познань).

## Виступи за збірні
Маріо провів лише два матчі за юнацьку збірну Іспанії U-17 відзначившись одним голом.

## Досягнення
- Чемпіон Польщі (1):

«Лех»: 2024-25
Особисті
- Нападник місяця Прімейра-ліги: квітень 2021[12]